# Risting-Gletscher
Der Risting-Gletscher ist ein 7 km langer Gletscher auf Südgeorgien. Er fließt nördlich des Jenkins-Gletschers in südöstlicher Richtung und mündet in das Kopfende des Drygalski-Fjords.
Der South Georgia Survey kartierte ihn im Zuge seiner von 1951 bis 1957 dauernden Vermessungskampagne. Das UK Antarctic Place-Names Committee benannte ihn 1958 nach dem norwegischen Historiker Sigurd Risting (1870–1935), der sich mit der Geschichte des Walfangs befasste und von 1918 bis zu seinem Tod der norwegischen Walfanggesellschaft angehört hatte. Die von Wilhelm Filchner im Zuge der Zweiten Deutschen Antarktisexpedition (1911–1912) vorgenommene Benennung als Drygalskigletscher nach Erich von Drygalski setzte sich auch wegen der nicht vorgenommenen geographischen Trennung vom benachbarten Jenkins-Gletscher nicht durch.